# Bó Mười
Bó Mười là một xã thuộc huyện Thuận Châu, tỉnh Sơn La, Việt Nam.
Xã Bó Mười có diện tích 62,21 km², dân số năm 1999 là 5784 người, mật độ dân số đạt 93 người/km².